# سیارک ۷۷۷

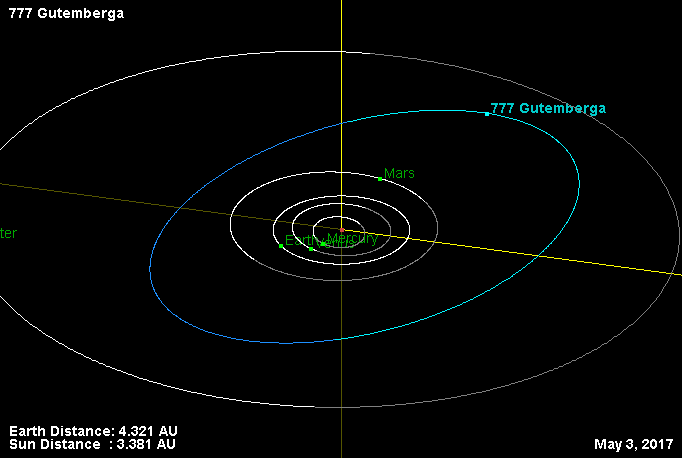
نمایی از محل قرارگیری سیارک ۷۷۷ در مدار – ۲۰۱۷

سیارک ۷۷۷ (به انگلیسی: 777 Gutemberga، نامگذاری:1914TZ) هفتصد و هفتاد و هفتمین سیارک کشف شده‌است که در ۲۴ ژانویه ۱۹۱۴ و در هایدلبرگ کشف شد.
قدر مطلق سیارک برابر ۹٫۸۰ است.